# 張耿態
張耿態（：／ Jang Gyeong-tae，1983年10月12日—），大韓民國自由派政治人物，第21、22屆韓國國會議員。

## 早年经历和教育
张耿态出生于全罗南道顺天市，就读于顺天高中。由于经济困难，他一度辍学并从事劳动。他在首尔大学获得公共管理学士学位，在延世大学获得政治学硕士学位。他目前正在成均馆大学攻读公共管理博士学位。

## 职业生涯
在学习期间，张耿态作为姜锦实的志愿者从政，姜锦实在 2006 年地方选举中以当时执政的乌里党的名义竞选首尔市长。在 2007 年总统选举之前，他帮助了输给郑东英的联合新民主党 （UNDP）总统候选人李海灿。他在 2010 年的地方选举中竞选首尔市议会议员，但未成功。
2013年4月1日，他宣布打算作为民主统一党 （DUP） 副总统的候选人竞选，但后来在预选中落败。 在 2016 年的选举中，他在民主党名单中排名第 24 位，但没有当选;事实上，只有第 13 届当选。作为韩国为数不多的青年政治家之一，他的榜样是托尼·布莱尔和大卫·卡梅隆;两人都在 20 多岁时开始了他们的政治生涯，后来成为英国首相。
2020年3月20日，张耿态在4月的大选中被选为东大门第2选区民主党候选人。然而，在此之前不久，当时的选区国会议员闵炳斗被排除在预选之外，并宣布打算以独立候选人的身份参选。有人猜测这种选票分裂不会导致张成泽当选，然而，4月9日，闵先生宣布退出候选人身份并支持张耿态。4月15日，张耿态获得54.54%的选票，击败了瑞草第一选区议员李惠勋.